# Williams (Arizona)
Williams er en by i Coconino County i staten Arizona, USA inde i Kaibab National Forest. Byen er opkaldt efter William Williams, kaldet "Old Bill" en pelsjæger, der holdt til i området i begyndelsen af 1800-tallet. Byen ligger på den berømte, gamle hovedvej 66 (Route 66) fra Chicago til Los Angeles, ca. 500 km fra Los Angeles. Også Interstate Highway 40 (I-40) passerer byen.
Williams er samtidigt den by, der ligger nærmest den sydlige kant af Grand Canyon, og mange turister som skal besøge Grand Canyon, vælger at bo i byen. Byen er desuden den sydlige endestation for Grand Canyon Railway, der kører turister til og fra Grand Canyon Village.

## Historie
Byen blev grundlagt i 1881, og samme år blev det første posthus etableret. I 1882 anlagde Atchison, Topeka and Santa Fe Railway en jernbanelinje gennem byen og i 1901 blev jernbanen videreført til Grand Canyon. Tømmerindustri var byens vigtigste erhverv i denne periode, og i 1893 åbnede en savmølle i byen. Efter oprettelsen af Kaibab National Forest i 1934 blev tømmerhugsten begrænset og i dag lever byen primært af øko-turister og anden form for turisme.
Omkring århundredeskiftet talte byen flere hoteller, adskillige saloons, bordeller, spillehaller og sågar opiumshuler, der betjente ikke mindst skovarbejdere, jernbanearbejdere og cowboys. I 1901 blev byen hærget af en brand, hvor adskillige hoteller og erhvervsejendomme foruden 10 beboelseshuse brændte ned.

## Geografi og klima
Byen ligger på Coloradoplateauet i 2.062 meters højde over havet. Lige syd for byen ligger Bill Williams Mountain, som rejser sig 2.821 meter over havet. Bjergskråningerne omkring byen er for de flestes vedkommende bevokset med Gul-Fyr. Byen omfatter er areal på c. 113 km², hvoraf kun 0,8 km² er vand.
Temperaturen er højest i juli med gennemsnitstemperaturer op til 28° og lavest i januar med temperaturer, der af og til kan komme under frysepunktet. Den gennemsnitslige årlige nedbørsmængde er 538 mm.

## Befolkning
Ved folketællingen i 2000 blev befolkningstallet opgjort til 2.842 og i 2007 blev det anslået til at være 3.270. 77 % af befolkningen er hvide. Ingen andre racer tæller over 3 % af befolkningen. 30 % af befolkningen var under 18 år og 11 % er 65 eller ældre. Leveomkostningeren i Williams angives af være indeks 90, hvor USA som helhed har indeks 100.

## Route 66
Williams var den sidste by, hvor Route 66 blev nedlagt. På grund af forskellige retssager blev anlæggelsen af I-40 forbi Williams udsat flere gange, og først da staten accepterede at bygge tre frakørsler fra motorvejen nær Williams, blev retssagerne opgivet, og i 1984 åbnede så I-40, og i 1985 blev den sidste del af Route 66 officielt nedlagt. Byens hovedgade bærer dog præg af fortiden og såvel gaden, som mange butikker, restauranter mm. har stadig Route 66 skilte og andre memorabilia. Byen skilter i øvrigt med, at der er 30 miles (45 km) til det nærmeste trafiklys.

## Grand Canyon Railroad
I 1968 nedlagde Santa Fe Railroad ruten mellem Williams og Grand Canyon på grund af svigtende passagertal, da flere og flere turister benyttede biltransport til Grand Canyon. I 1989 blev ruten genåbnet som Grand Canyon Railway, primært som turistattraktion. Jernbanen transporter hvert år over 200.000 passager mellem Williams og Grand Canyon, i tog bestående af gamle restaurerede jernbanevogne, trukket af damplokomotiver om sommeren, diesellokomotiver om vinteren.

## Eksterne links
- Officiel hjemmeside for Williams Arkiveret 15. september 2009 hos  Wayback Machine (engelsk)
- Williams Chamber of Commerce hjemmeside (engelsk)

35°14′58″N 112°11′24″V / 35.2494°N 112.19°V